# Base Showa

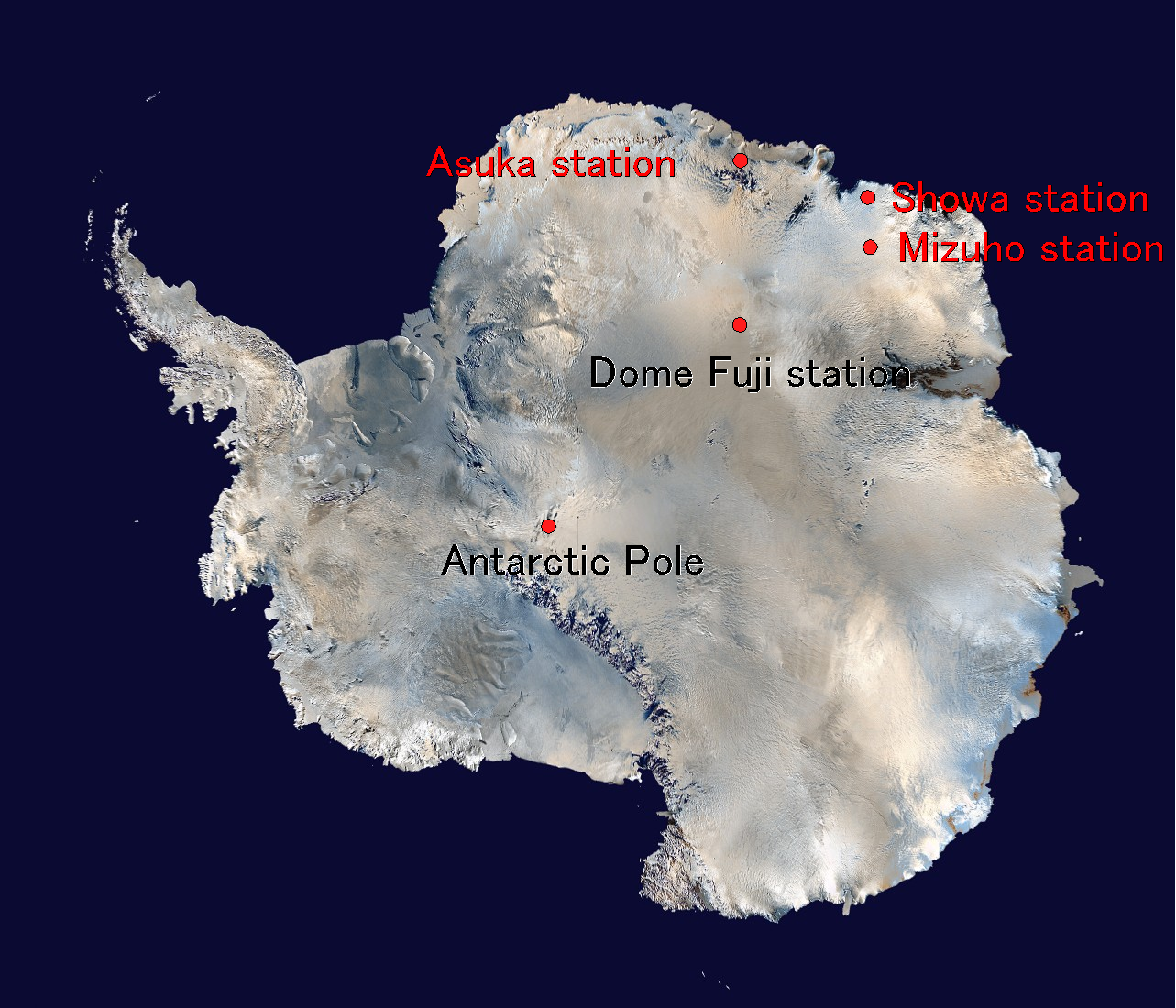
Bases antárticas japonesas.

La base Showa o Syowa (昭和基地  Shōwa Kichi?) es una estación de investigación permanente de Japón en la Antártida. Está ubicada a 69°00′S 39°35′E / -69.000, 39.583 en la isla Ongul Oriental en la entrada este de la bahía de Lutzow-Holm, frente a la costa de la Princesa Astrid de la Tierra de la Reina Maud. 
Fue inaugurada el 29 de enero de 1957 por la 1° Expedición Antártica Japonesa. El nombre deriva de la era japonesa en el que fue construida la base, la Era Shōwa.
La base sirve como un centro de investigación sobre astronomía, meteorología, biología y ciencias de la Tierra. Comprende más de 60 construcciones separadas, grandes y pequeñas, incluyendo un edificio administrativo, salas de estar, usinas de energía, observatorio, incinerador, etc.
Entre 1970 y 1985 fueron lanzados de la base Showa 54 cohetes sonda para medición de ozono y observación de auroras. Fueron lanzados cohetes: S-160JA, S-210A, S-310JA, MT-135JA a una altitud de 60 a 220 km.
La base cuenta con el aeródromo S-17 ubicado a 20 km al este de la base sobre la calota polar.

## Sitio y Monumento Histórico
El Mojón de rocas de Fukushima, un mojón de rocas y placas ubicados en la estación Showa para recordar a Shin Fukushima, miembro de la 4ª expedición japonesa de investigación antártica, quien muriera en octubre de 1960 en el ejercicio de sus funciones oficiales, fue designado Sitio y Monumento Histórico de la Antártida N°. 2 bajo el Tratado Antártico, y conservado por la base.

## Clima
| Parámetros climáticos promedio de Base Syowa (1981–2010) | Parámetros climáticos promedio de Base Syowa (1981–2010) | Parámetros climáticos promedio de Base Syowa (1981–2010) | Parámetros climáticos promedio de Base Syowa (1981–2010) | Parámetros climáticos promedio de Base Syowa (1981–2010) | Parámetros climáticos promedio de Base Syowa (1981–2010) | Parámetros climáticos promedio de Base Syowa (1981–2010) | Parámetros climáticos promedio de Base Syowa (1981–2010) | Parámetros climáticos promedio de Base Syowa (1981–2010) | Parámetros climáticos promedio de Base Syowa (1981–2010) | Parámetros climáticos promedio de Base Syowa (1981–2010) | Parámetros climáticos promedio de Base Syowa (1981–2010) | Parámetros climáticos promedio de Base Syowa (1981–2010) | Parámetros climáticos promedio de Base Syowa (1981–2010) |
| Mes                                                      | Ene.                                                     | Feb.                                                     | Mar.                                                     | Abr.                                                     | May.                                                     | Jun.                                                     | Jul.                                                     | Ago.                                                     | Sep.                                                     | Oct.                                                     | Nov.                                                     | Dic.                                                     | Anual                                                    |
| -------------------------------------------------------- | -------------------------------------------------------- | -------------------------------------------------------- | -------------------------------------------------------- | -------------------------------------------------------- | -------------------------------------------------------- | -------------------------------------------------------- | -------------------------------------------------------- | -------------------------------------------------------- | -------------------------------------------------------- | -------------------------------------------------------- | -------------------------------------------------------- | -------------------------------------------------------- | -------------------------------------------------------- |
| Temp. máx. media (°C)                                    | 2.0                                                      | -0.5                                                     | -4.3                                                     | -7.6                                                     | -10.7                                                    | -12.1                                                    | -14.1                                                    | -15.8                                                    | -14.9                                                    | -10.8                                                    | -4.0                                                     | 1.1                                                      | -7.6                                                     |
| Temp. media (°C)                                         | -0.7                                                     | -2.9                                                     | -6.5                                                     | -10.1                                                    | -13.5                                                    | -15.2                                                    | -17.3                                                    | -19.4                                                    | -18.1                                                    | -13.5                                                    | -6.8                                                     | -1.6                                                     | -10.4                                                    |
| Temp. mín. media (°C)                                    | -3.7                                                     | -5.5                                                     | -9.2                                                     | -13.0                                                    | -16.6                                                    | -18.7                                                    | -20.8                                                    | -23.3                                                    | -22.0                                                    | -17.2                                                    | -10.4                                                    | -4.6                                                     | -13.7                                                    |
| Días de nevadas (≥ 1 mm)                                 | 11.0                                                     | 14.2                                                     | 19.3                                                     | 20.1                                                     | 18.5                                                     | 17.2                                                     | 18.9                                                     | 19.3                                                     | 18.2                                                     | 20.2                                                     | 13.9                                                     | 10.7                                                     | 200.6                                                    |
| Horas de sol                                             | 375.7                                                    | 203.2                                                    | 120.1                                                    | 58.0                                                     | 17.7                                                     | 0.0                                                      | 4.8                                                      | 64.1                                                     | 136.5                                                    | 191.0                                                    | 316.0                                                    | 434.6                                                    | 1925.9                                                   |
| Humedad relativa (%)                                     | 67                                                       | 68                                                       | 71                                                       | 72                                                       | 67                                                       | 65                                                       | 66                                                       | 64                                                       | 64                                                       | 69                                                       | 68                                                       | 68                                                       | 67                                                       |
| Fuente: Japan Meteorological Agency                      |                                                          |                                                          |                                                          |                                                          |                                                          |                                                          |                                                          |                                                          |                                                          |                                                          |                                                          |                                                          |                                                          |